# مبارزه منفی
مبارزه منفی شیوه‌ای از نافرمانی مدنی خشونت‌پرهیز است که در آن انجام ندادن یک سری از کارها روش مبارزه می‌شود.
مثلا برای مبارزه منفی با حکومتی تمامیت‌خواه، همکاری نکردن (اداری، حقوقی، مالی، نظامی، پژوهشی)، کمک نکردن، شرکت نکردن در راهپیمایی‌های حکومتی، پیروی نکردن از هنجارهای حکومت‌پسند، رابطه برقرار نکردن با سازمان‌های دولتی، تماشا نکردن تلویزیون دولتی، نپذیرفتن پست‌های دولتی، شرکت نکردن در انتخابات، نخریدن کالاهای به‌ویژه، نگذاشتن پول در بانک‌ها، و ... از راه‌های مبارزه می‌شوند.